# Scandalo dei petroli (1924)
Lo scandalo dei petroli, o affare Sinclair, fu un caso di corruzione avvenuto in Italia nella primavera del 1924. Secondo alcuni giornali dell'epoca, esponenti del parlamento e del governo italiano avrebbero infatti ricevuto tangenti da parte della società petrolifera Sinclair Oil, per l'ottenimento di concessioni petrolifere sul territorio italiano.

## Storia

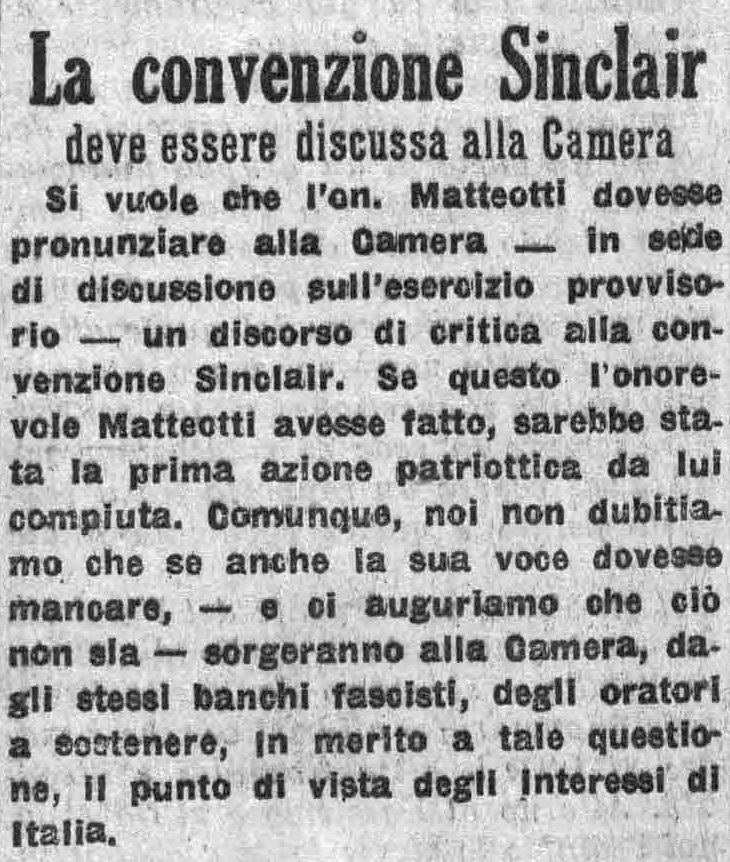
Il Nuovo Paese, venerdì 13 giugno 1924, prima pagina.

Il 29 aprile 1924 il governo italiano aveva concesso alla società petrolifera statunitense Sinclair Oil (al tempo sostenuta economicamente da alcuni gruppi finanziari di New York, tra cui la banca del magnate petrolifero John Davison Rockefeller, e probabilmente legata alla Standard Oil of New Jersey) l'esclusiva cinquantennale per la ricerca e lo sfruttamento di tutti i giacimenti petroliferi presenti in Emilia e in Sicilia (RDL n.677 del 4 maggio 1924). Le richieste della compagnia petrolifera per poter effettuare scavi in ulteriori territori della penisola prevedevano condizioni estremamente vantaggiose per la Sinclair stessa, come la durata novantennale delle concessioni e l'esenzione da imposte.

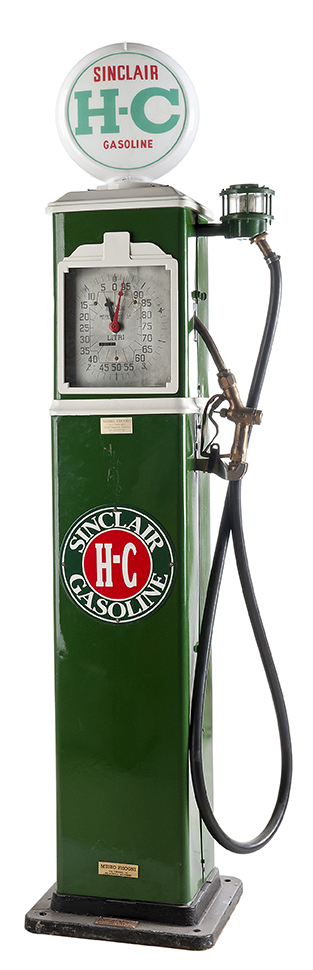
Una pompa di benzina Sinclair degli anni '30

Nel maggio 1924, Il Nuovo Paese di Carlo Bazzi enfatizzò i sospetti che da mesi circondavano quella negoziazione: da un lato ospitò un articolo di Massimo Rocca, che rivelava che l'anno prima aveva ricevuto offerte da rappresentanti della Standard per un affare analogo a quello della Sinclair; dall'altro lato il quotidiano filo-fascista sceglieva di riprendere l’accusa, secondo cui «una qualsiasi convenzione con uno dei sindacati costituenti il trust del petrolio non possa che essere esiziale per l’economia nazionale». Il quotidiano metteva perfino in dubbio la legalità, e quindi la legittimità, della stessa convenzione, definendola un «tentativo compiuto incoscientemente di vendere il sottosuolo petrolifero d'Italia allo straniero». 
Solo quando il 16 maggio Bazzi pubblicò la nota della Presidenza del consiglio di difesa pubblica della convenzione Sinclair  – uno actu con la decisione di espellere Rocca dal Partito Nazionale Fascista  – la polemica pubblica passò in secondo piano. Il quotidiano Il Nuovo Paese la riprenderà nel giugno 1924, nell’articolo La convenzione Sinclair deve essere discussa alla Camera: «esso dimostra che il trust continuava ad essere un argomento con cui, attingendo alle fonti inquinate degli ambienti di sottogoverno, si cercava di regolare i conti tra i “legalitari” e quelli della “seconda ondata”». 
Fino a quando non sarà a sua volta compromesso dal suo coinvolgimento in un processo minore (quello della purga a Mazzolani), Bazzi era «utile a Mussolini [...] proprio grazie al diversivo affaristico, al quale si aggrega[va]no Gayda ed i fratelli Perrone con una campagna analoga del Messaggero. Tutta materia che produrrà l’irritato commento di Mauro Del Giudice».
Mussolini decise di cancellare gli accordi con la Sinclair Oil solo nel dicembre del 1924, anche a causa delle contrastanti opinioni emerse nella commissione parlamentare che doveva approvare la convenzione.

### Le ipotesi di corruzione e l'assassinio di Matteotti
Velia Matteotti riferì «con fermezza ai primi investigatori che il marito al momento del rapimento aveva con sé solo la solita cartellina, e non un “fascio” di documenti di natura scandalistica che si sarebbe procurato su atti di corruzione o tangenti come dicevano i giornali». Tuttavia questa dichiarazione non impedì la diffusione della notizia secondo cui Giacomo Matteotti avrebbe avuto con sé una borsa, quando fu sequestrato, nella quale sarebbero state raccolte le prove della corruzione, e che se ne impossessò Amerigo Dumini. Secondo le ricostruzioni di Renzo De Felice, Marcello Staglieno, Fabio Andriola e Matteo Matteotti, i documenti del dossier Matteotti sarebbero stati custoditi da Mussolini e furono inventariati fra quelli sequestrati dai partigiani a Dongo al momento della cattura di quest'ultimo, il 27 aprile 1945. Anche Guglielmo Salotti avvalora, con maggior prudenza, questa ricostruzione. Tuttavia, tra i documenti sequestrati, quelli di Matteotti sarebbero andati perduti ed ogni sforzo di De Felice di recuperarli presso gli archivi o il Ministero dell'interno risultò vano.
L'ipotesi è che dietro alla concessione ci fosse stato un pagamento di tangenti, e in un documento redatto nel 1933 da Amerigo Dumini (uno dei responsabili dell'omicidio Matteotti) si faceva riferimento a un coinvolgimento diretto di Arnaldo Mussolini, fratello del Duce. Il documento fu pubblicato sulla rivista Il Ponte.
La Corte d'assise di Roma (prima sezione speciale), 4 aprile 1947, che chiuse il caso a livello giudiziario, tuttavia, sul cosiddetto movente affaristico affermò: «fatti concreti non ne sono stati addotti […] risulta che la causale politica, consistente nell’interesse, ed anzi nella necessità, di eliminare nel Matteotti il più formidabile avversario del fascismo, è così evidente che ogni altra causale non può che apparire infondata».
Secondo ulteriori ricerche condotte da Mauro Canali alla fine degli anni 1990, Benito Mussolini avrebbe però dato l'ordine di assassinare Matteotti per impedirgli di denunciare le tangenti davanti alla Camera. 
(Delitto Matteotti, lo storico: «Fu Mussolini a ordinarlo, non ci sono dubbi», intervista di Marco Cicala a Mauro Canali, Il Venerdì di Repubblica, 29 dicembre 2023)
Anche Matteo Matteotti, secondogenito di Giacomo, avvalorò la pista affaristica, «salvo ricredersi nell'ultimo scorcio della sua vita, considerando con il grande giurista Giuliano Vassalli questa pista disconnessa e ingannevole».

## Nella cultura di massa
Nel capitolo Tecniche di un colpo di Stato del romanzo giallo di Rita Monaldi e Francesco Sorti, Malaparte: morte come me, Baldini & Castoldi, 2016, un immaginario Curzio Malaparte morente narra del delitto Matteotti, ascrivendone il movente all'affare Sinclair.
Nel settimo episodio della prima stagione della serie M - Il figlio del secolo, dedicato al delitto Matteotti, è presente un riferimento al caso, presentato come uno dei moventi dell’omicidio del parlamentare.